# مایکروسافت لومیا ۵۴۰
مایکروسافت لومیا ۵۴۰ یک تلفن همراه هوشمند میان رده ساخت شرکت مایکروسافت با سیستم عامل ویندوز فون ۸٫۱ می‌باشد که به رنگ‌های آبی قرمز سیاه و سفید عرضه شده‌است. همچنین این دستگاه به محض آماده شدن ویندوز ۱۰، بروزرسانی مربوط به این نسخه از ویندوز را نیز دریافت خواهد کرد. روان بودن و سبک بودن از ویژگی‌های دیگر این گوشی است که بنابر گفته‌های شرکت سازنده، طراحی این گوشی به گونه‌ای است که کاربران حسی خوبی را هنگام در دست گرفتن این گوشی احساس می‌کنند. این گوشی با توجه به چهار گوشهٔ گرد خود ظاهری شبیه لومیا ۵۳۵ دارد. در گوشهٔ بالا سمت راست کلیدهای تنظیم صدا و پاور گوشی قرار دارند و دکمهٔ شاتر دوربین آن حذف شده‌است.